# Китайский соловей
Китайский соловей, или обыкновенный китайский соловей, или обыкновенный лиотрикс (лат. Leiothrix lutea) — вид певчих птиц из семейства кустарницевых. Широко известная и популярная клеточная птица.

## Описание
Общая длина тела китайского соловья около 15 см, оперение сверху преимущественно бледно-оливково-зеленого цвета, горло ярко-жёлто-оранжевое, на груди оперение с оранжевым оттенком. У взрослых птиц вокруг глаза бледно-жёлтое кольцо, доходящее до клюва. Клюв ярко-красный. Края перьев крыльев ярко окрашены в жёлтый, оранжевый, красный и чёрный цвета, а слегка раздвоенный хвост оливково-коричневый, черноватый на кончике. Щеки и бока шеи голубовато-серого цвета. Самки несколько бледнее самцов, у них нет красного пятна на крыльях, у молодых птиц клювы чёрные. Летает китайский соловей нечасто, за исключением открытых мест обитания. Эта птица очень активна и превосходно поёт, но очень скрытна, увидеть её в природе трудно.

## Ареал и места обитания
Китайский соловей распространён в Юго-Восточной Азии в Гималаях и на юге и юго-востоке Китая. Обитает в горных лесах, во всех типах джунглей, предпочитая сосновые леса с кустарниками. Встречается на высотах от уровня моря до примерно 2300 м. В Японии он предпочитает пихтовые и тсуговые леса с густым бамбуковым подлеском.
Китайский соловей был завезён в различные части мира, с 1980-х годов в Японии существовали небольшие группы сбежавших из неволи птиц, сейчас в Японии этот вид уже натурализовался. В 1918 году китайский соловей был завезён на Гавайские острова, где распространился на все лесные острова, кроме Ланаи. В 1960-х годах на острове Оаху его популяция сократилась, он исчез с острова Кауаи, но сейчас он стал обычным и его численность на острове Оаху увеличивается. Был выпущен в Западной Австралии, но там не прижился. Этот вид также был завезён в Великобританию, но постоянная популяция там не образовалась, хотя по итогам наблюдений в 2020—2022 годах на юге Англии можно предположить, что там могло образоваться несколько колоний. Он был завезён во Францию, где сейчас распространен в нескольких областях, и в Испанию, где его популяция увеличивается и распространяется из парка Кольсерола. В Японии натурализованные популяции, вероятно, номинального подвида этого вида регистрируются с 1980-х годов, он прижился в центральной и юго-западной Японии. Он также интродуцирован на Маскаренском острове Реюньон. Этот вид также был интродуцирован в Италии, где можно выделить три основные популяции, а также есть несколько территорий с высоким риском инвазии.
В крови этого вида был обнаружен возбудитель птичьей малярии.

## Питание
Китайский соловей питается мелкими беспозвоночными: различными видами двукрылых, чешуекрылых и перепончатокрылых насекомых, а также мелкими моллюсками. Кроме того, он также поедает плоды, такие как клубника, спелая папайя и гуава. Пищу он обычно собирает в листве и на сухостойной древесине, обычно он ищет пищу в нижних ярусах растительности.

## Размножение
В негнездовой период китайский соловей обычно встречается группами из десяти-тридцати птиц; однако в период размножения птицы разбиваются на пары и становятся территориальными. Песня самцов состоит из коротких мощных нот, они вокализируют непрерывно в течение всего года, но более активно в период размножения. Этот период обычно длится с начала апреля по сентябрь, в это время они обычно встречаются вокруг хорошо обводнённых участков. Пытаясь привлечь самку, самцы поют длинные сложные песни с большим количеством слогов.
Китайский соловей строит гнездо в кустарнике в виде открытой чашечки. Гнездо строит из сухих листьев, мха и лишайника; однако оно плохо спрятано, поскольку его сокрытие не является основным фактором при определении места для гнезда. В период с апреля по июнь можно найти несколько гнезд, расположенных на расстоянии не более 3 метров от земли. Защиту от хищников им обеспечивает густая растительность кустарника.
В кладках китайского соловья по два-четыре яйца (в среднем по три). Яйцо с некоторым блеском снаружи, с бледно-голубыми и красно-коричневыми пятнами, окружающими его тупой конец. У только что вылупившихся птенцов ярко-красная кожа и насыщенного оранжево-красного цвета зев.

## Классификация
Название рода Leiothrix сочетает в себе древнегреческое слово leios, что означает «гладкий», и thrix, что означает «волосы». Видовой эпитет lutea происходит от латинского luteus, что означает «шафранно-жёлтый».
Выделяют пять подвидов китайского соловья:
- Leiothrix lutea lutea — номинативный подвид, распространённый в южно-центральной и восточной частях Китая;
- Leiothrix lutea calipyga — от центра Гималаев до северо-запада Бирмы;
- Leiothrix lutea kumaiensis — северо-запад Гималаев;
- Leiothrix lutea kwangtungensis — юго-восток Китая и север Вьетнама;
- Leiothrix lutea yunnanensis — юг Китая и северо-восток Бирмы.

## Охрана
Международный союз охраны природы и природных ресурсов и международная организация BirdLife International относят китайского соловья к видам, вызывающим наименьшие опасения. Общая численность популяции не известна, считается, что этот вид является достаточно распространённым и обычным. Размер популяции в Китае оценивается примерно в 10 000—100 000 гнездящихся пар. Предполагается, что популяция вида всё же сокращается из-за продолжающегося разрушения среды обитания и отлова птиц для продажи для содержания в клетках. Ведётся активная торговля этим видом: с 1997 года, когда он был внесён в Приложение II СИТЕС, в международной торговле было зарегистрировано 227 517 особей, пойманных в дикой природе.

## Фото

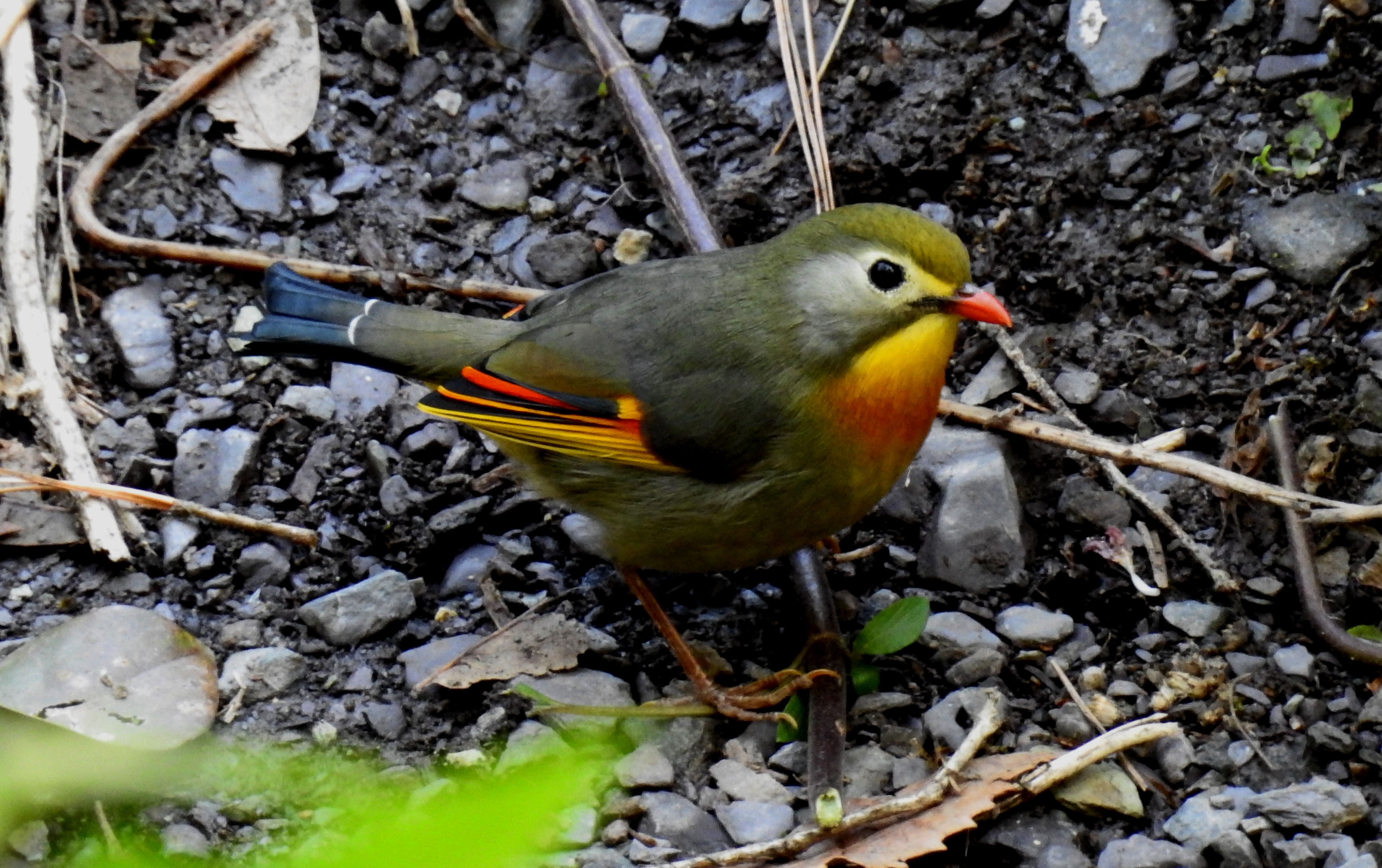
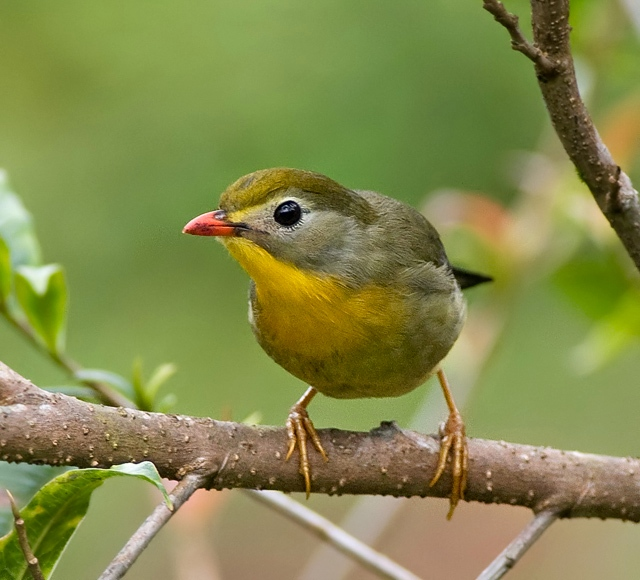
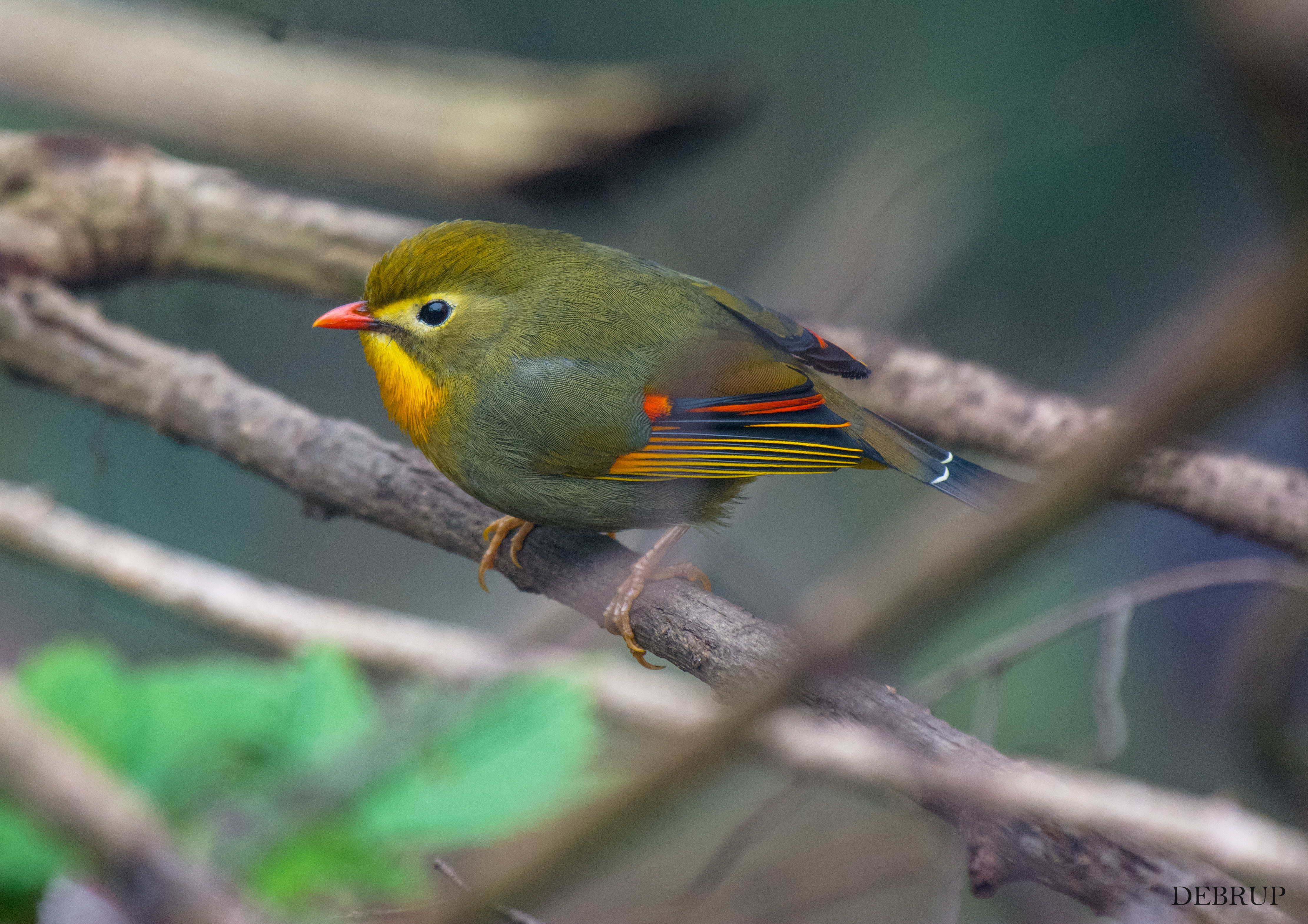
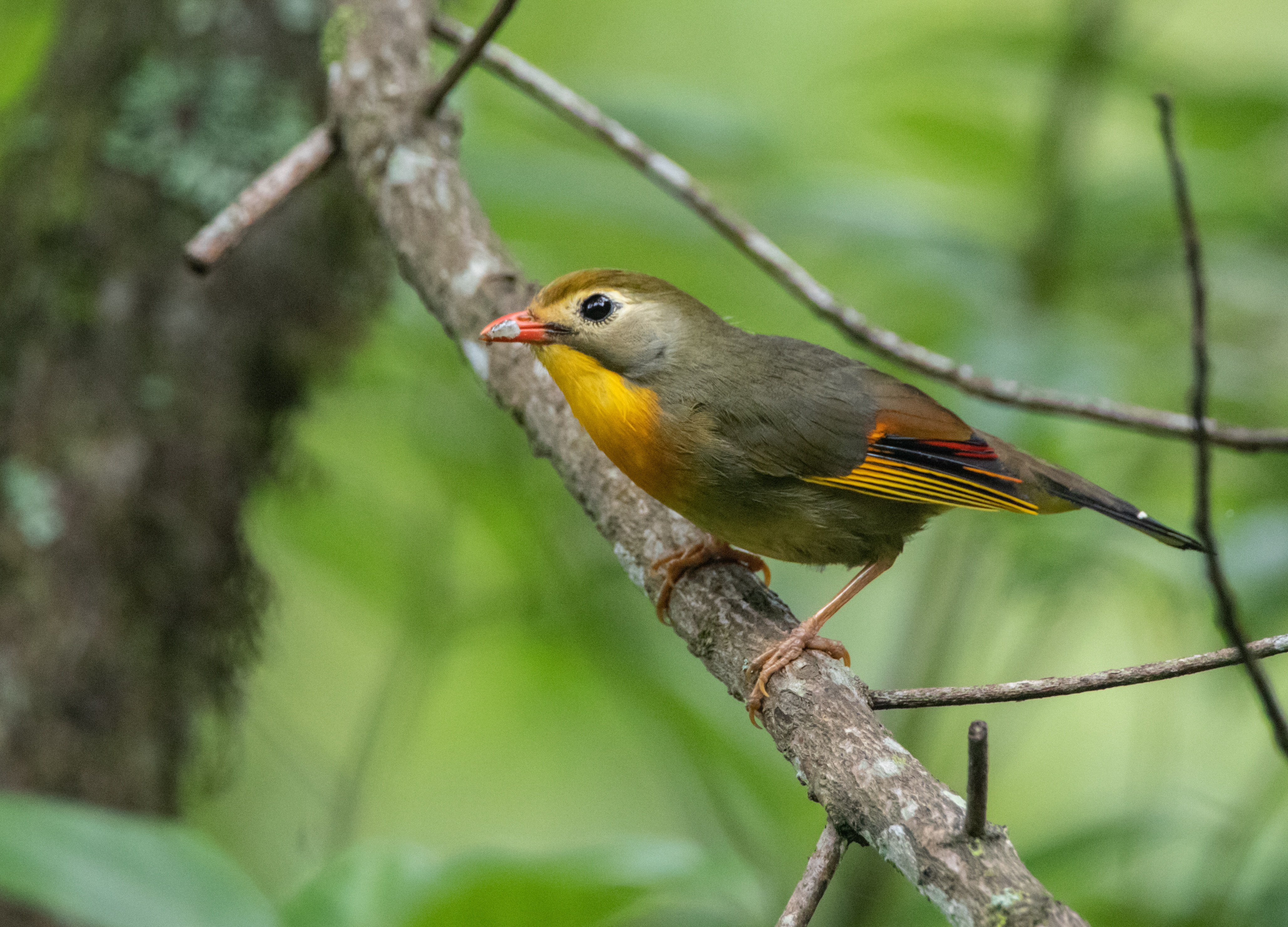
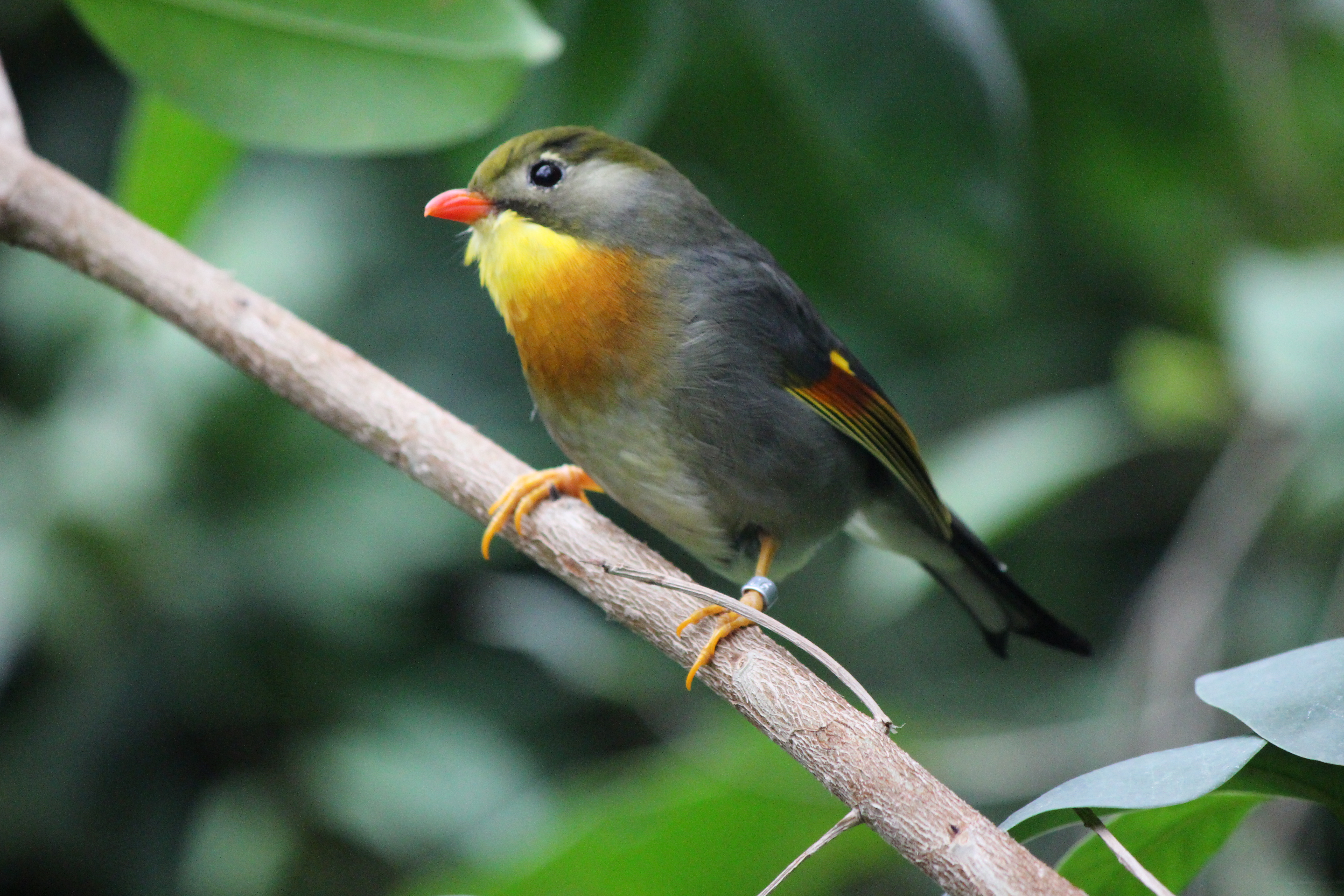
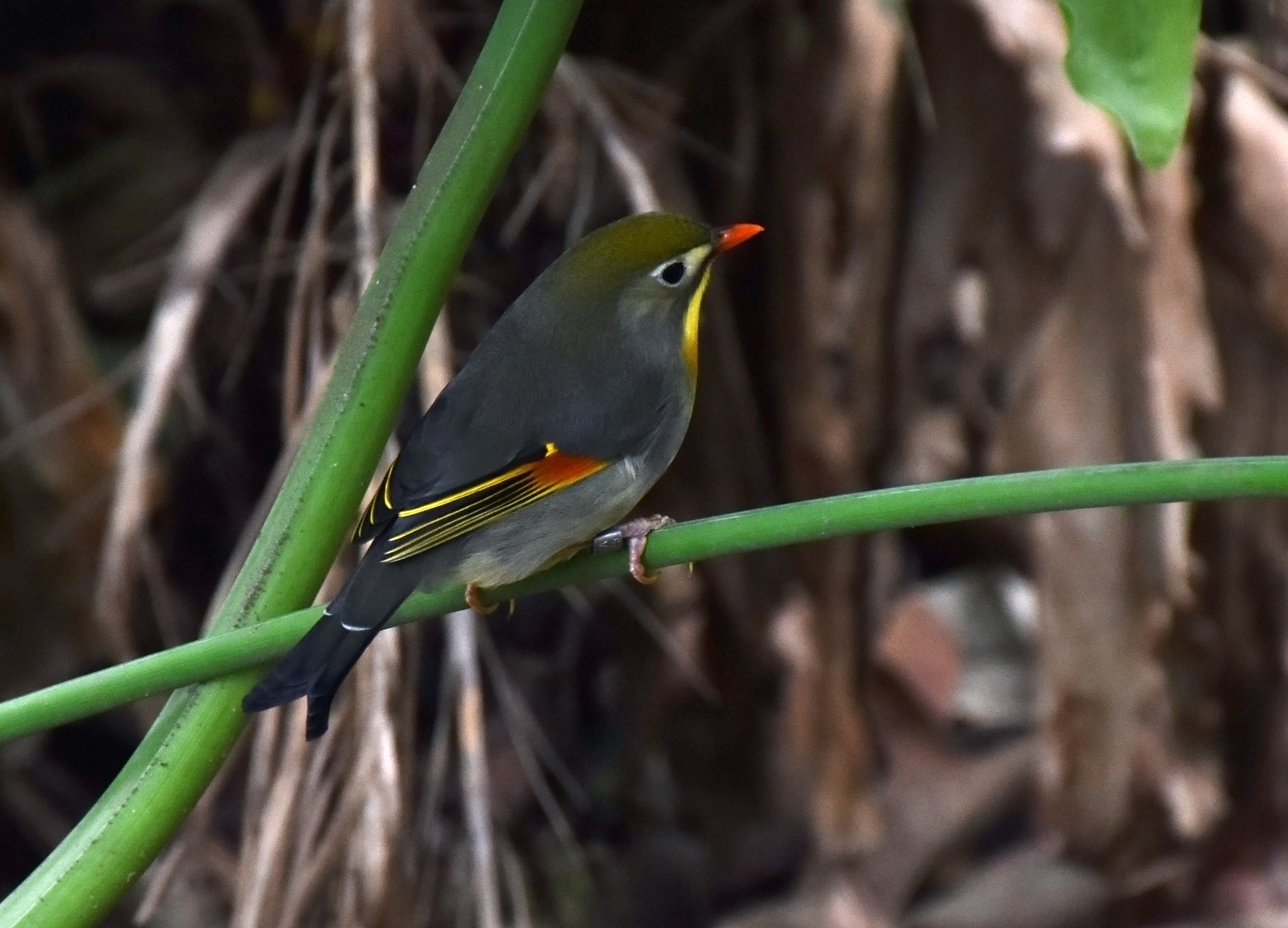
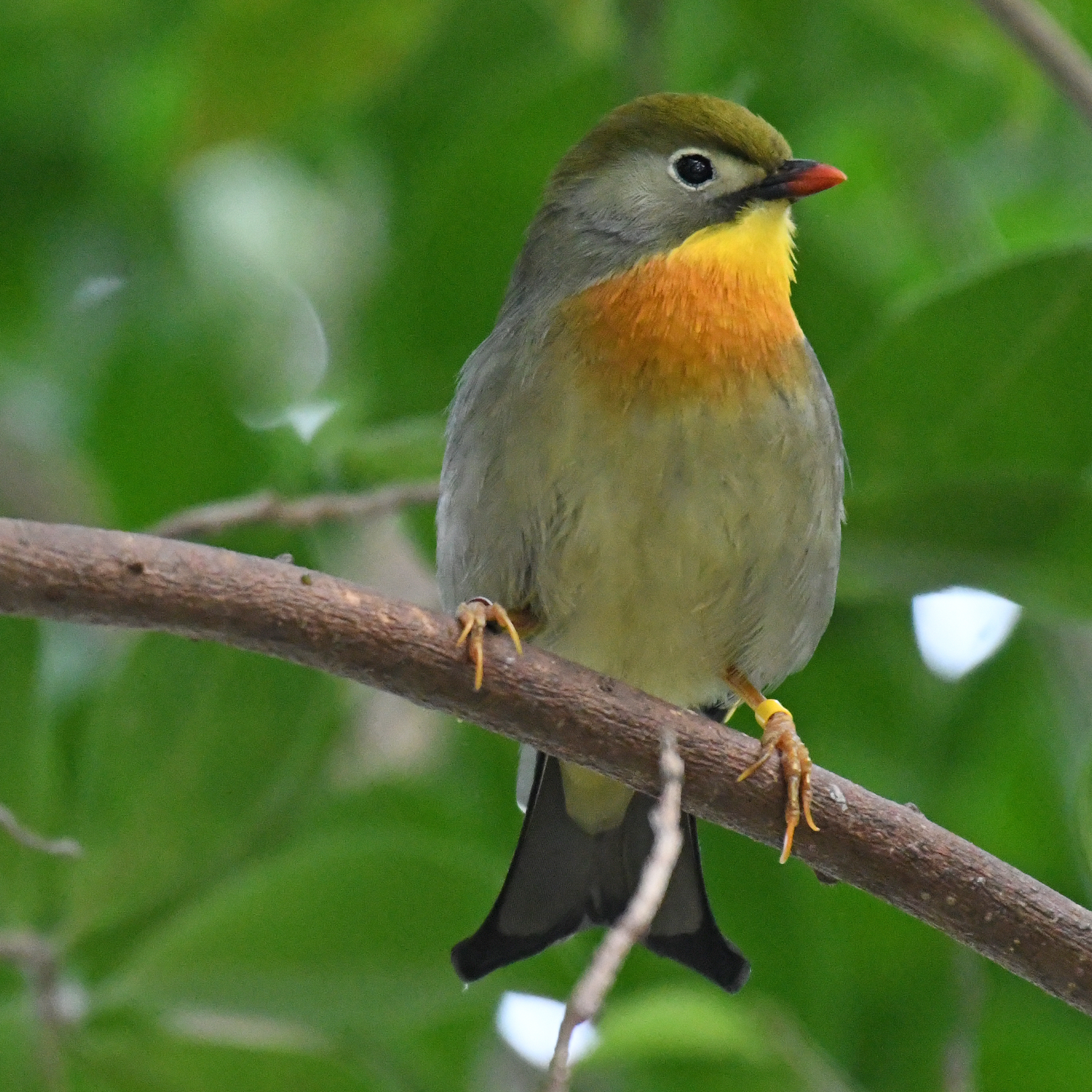
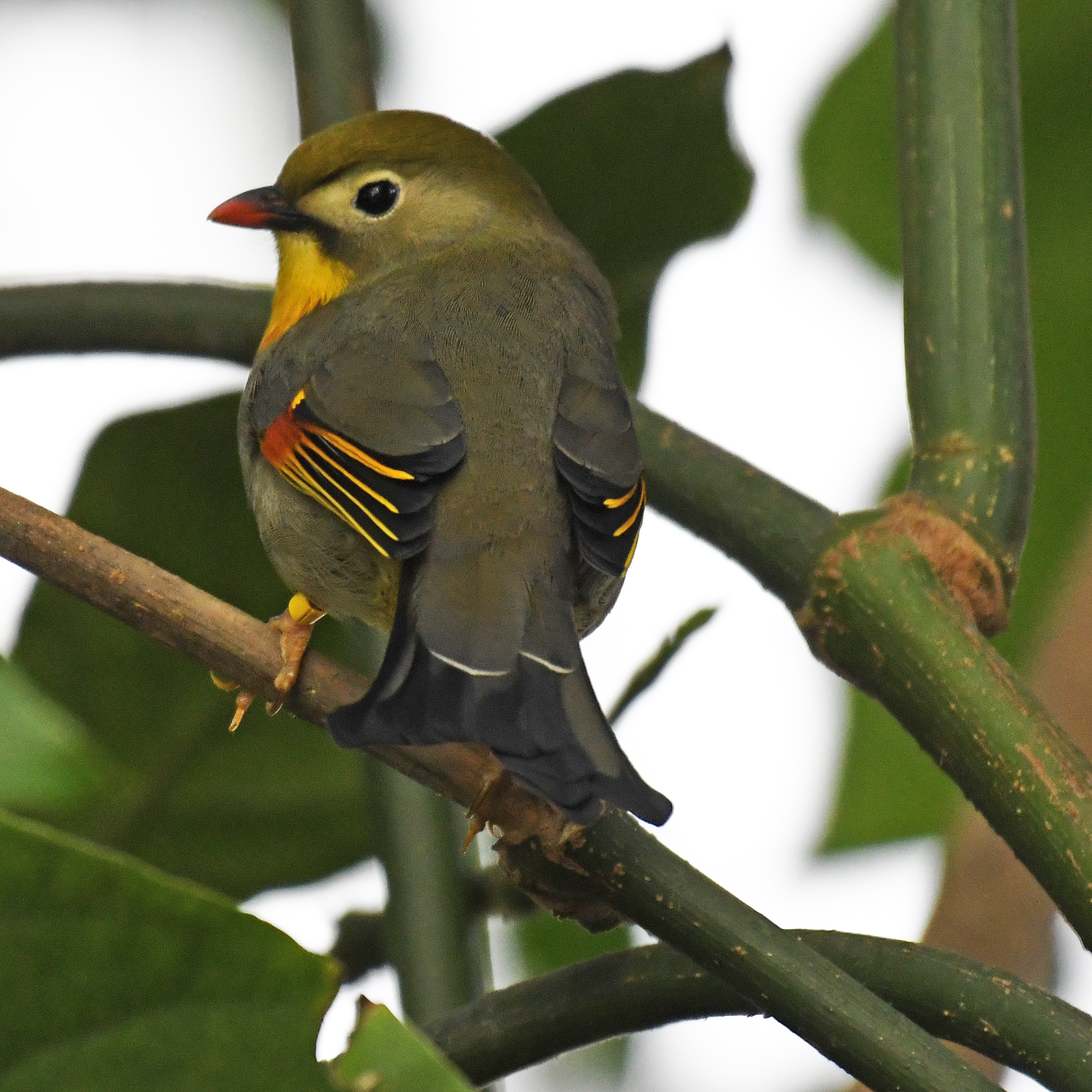
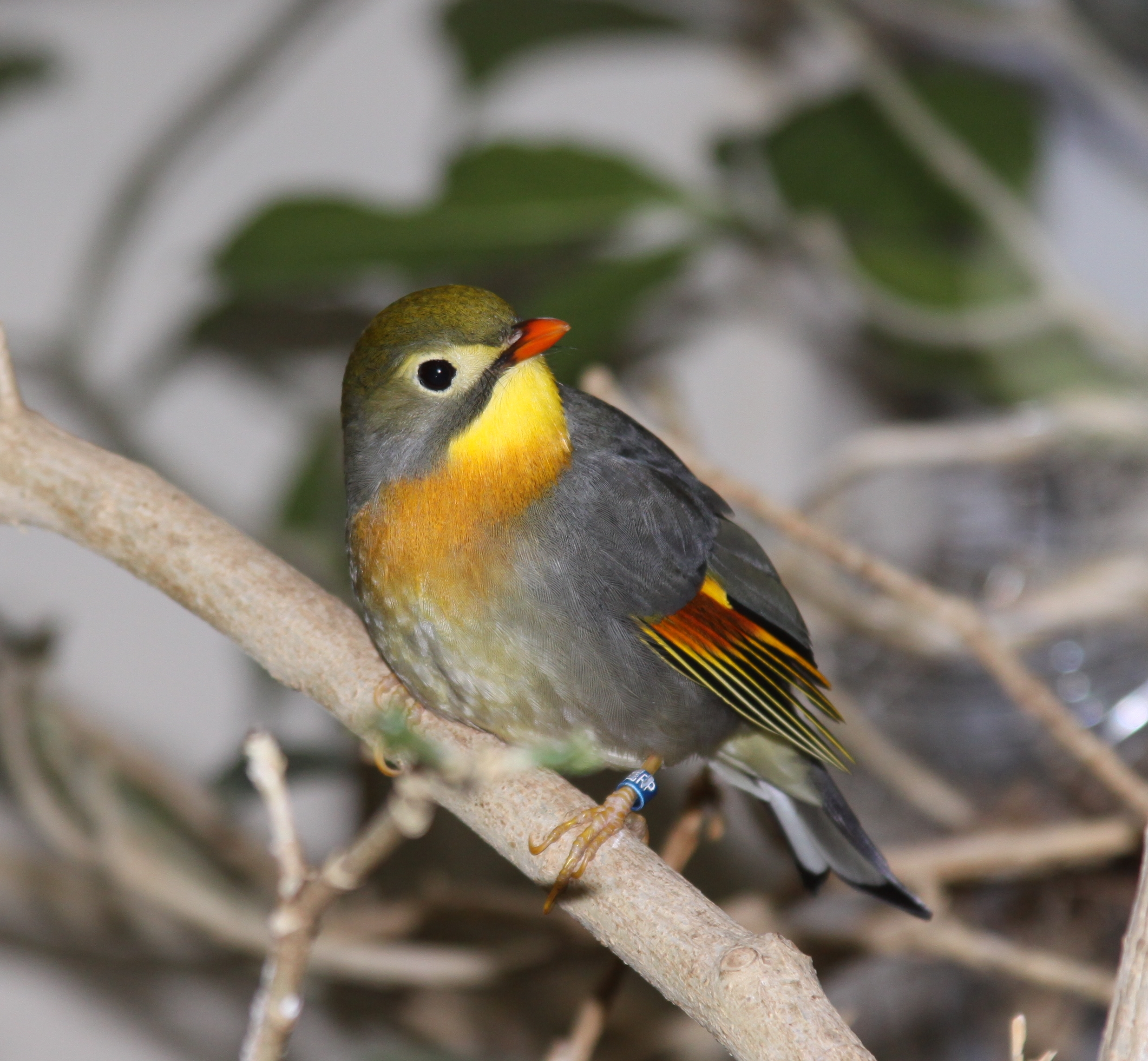
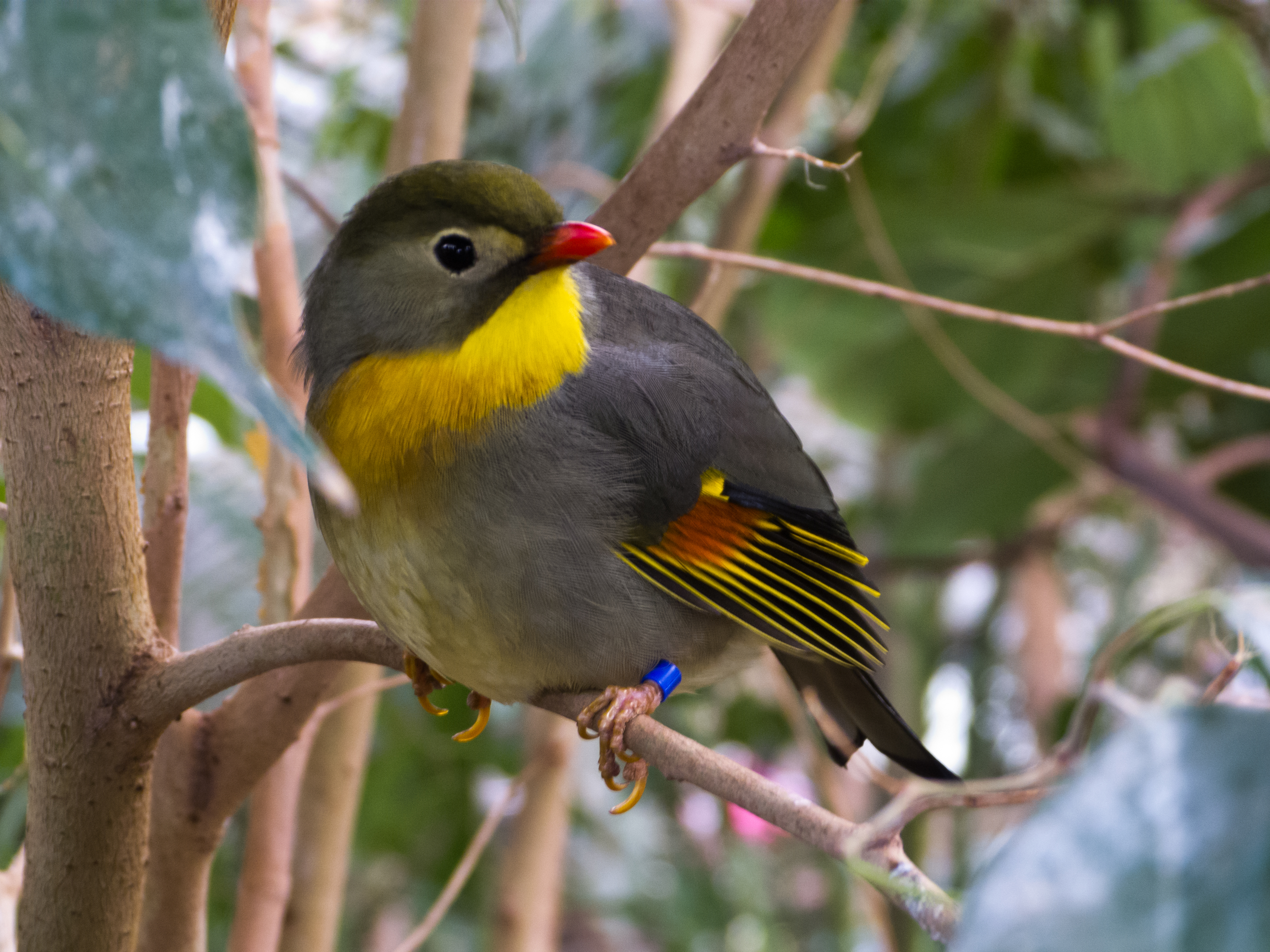
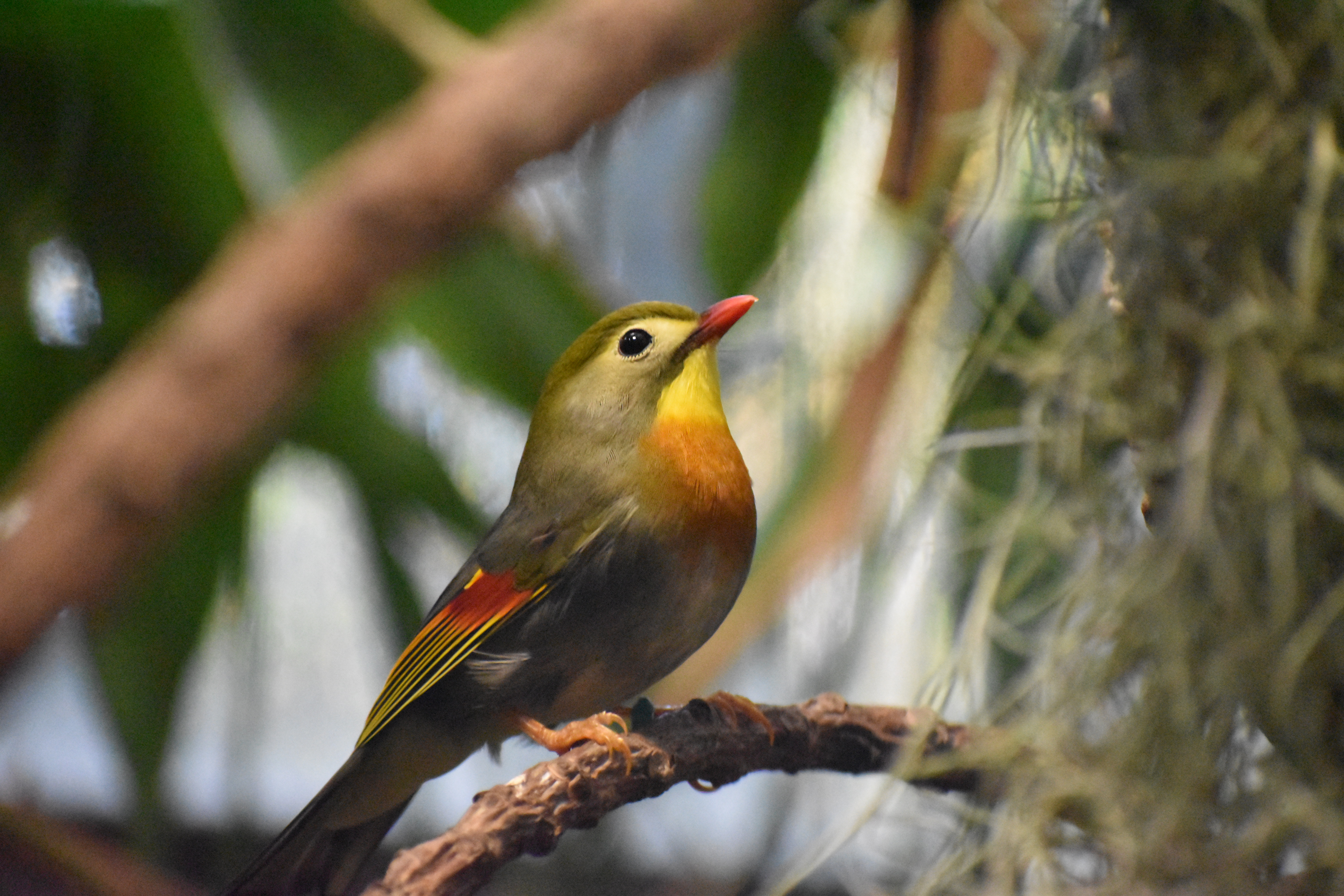
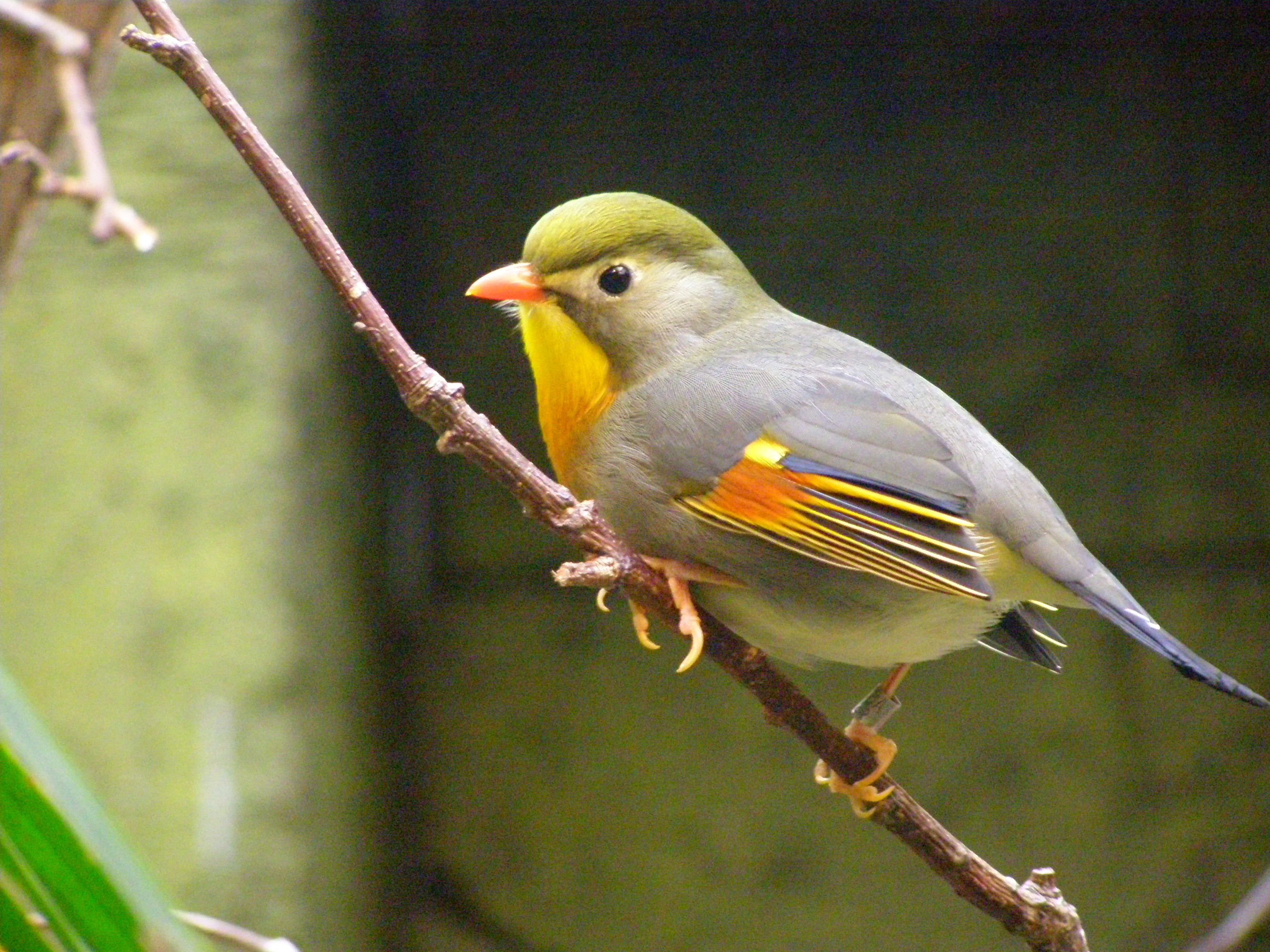
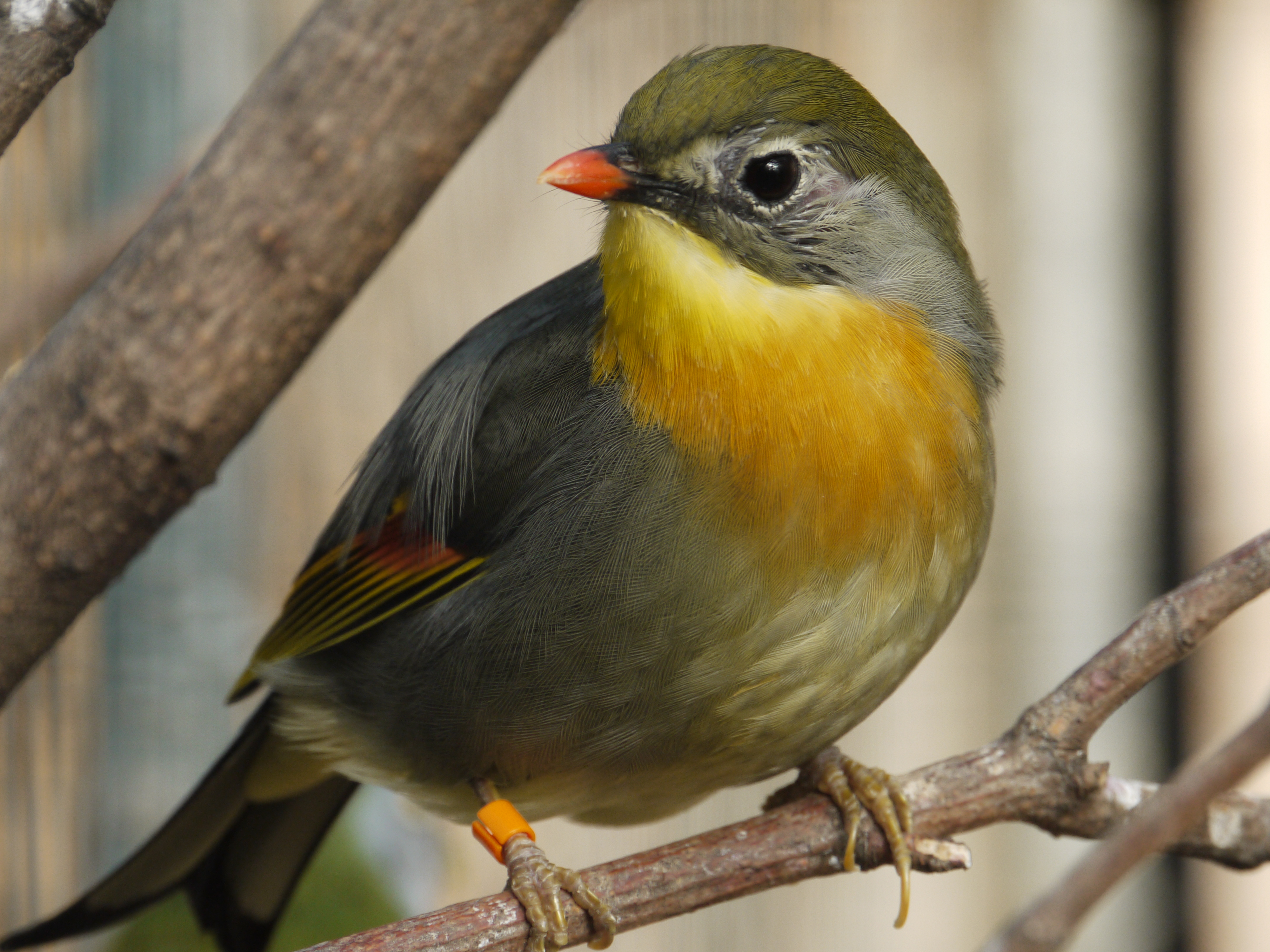
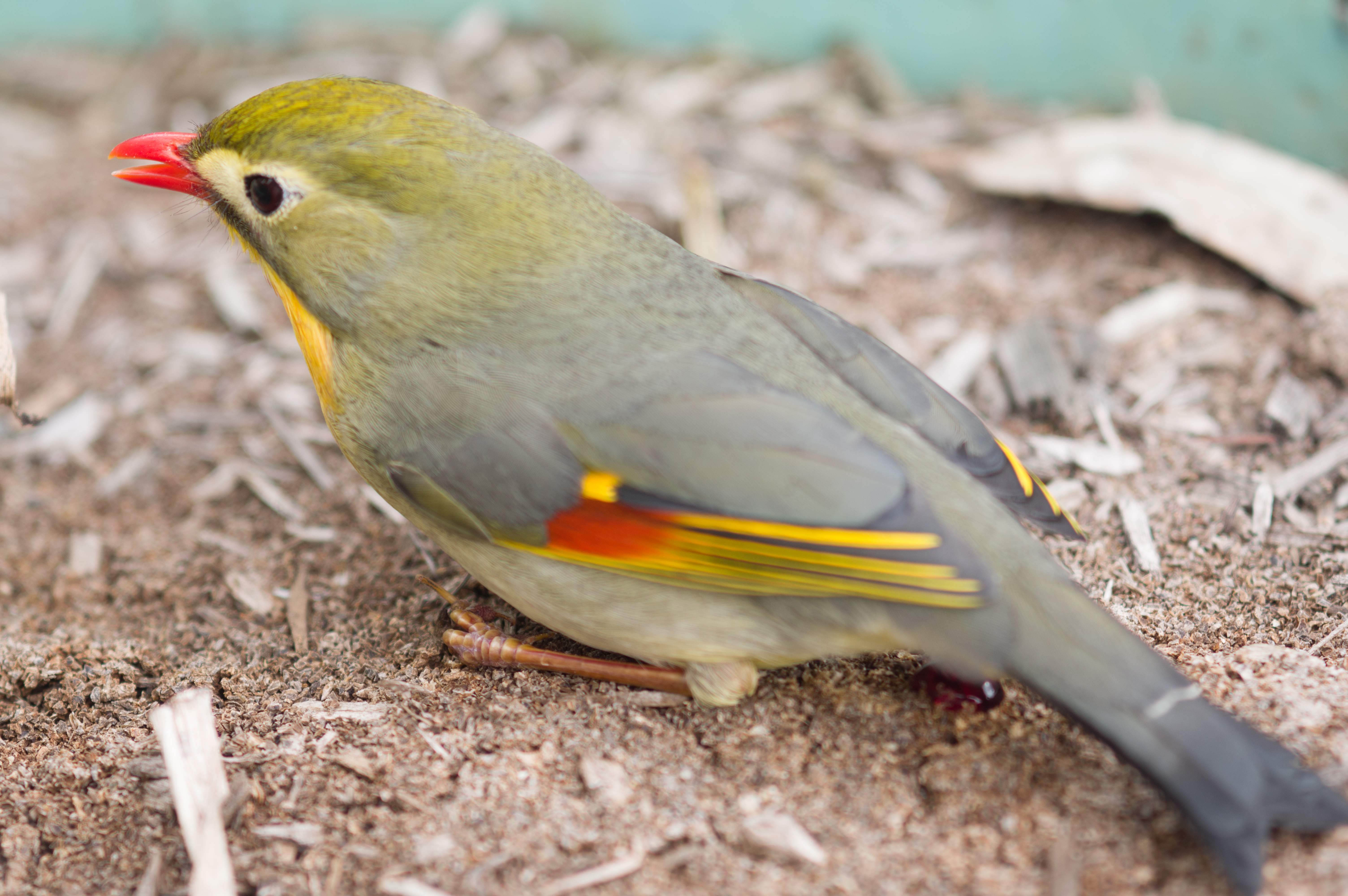
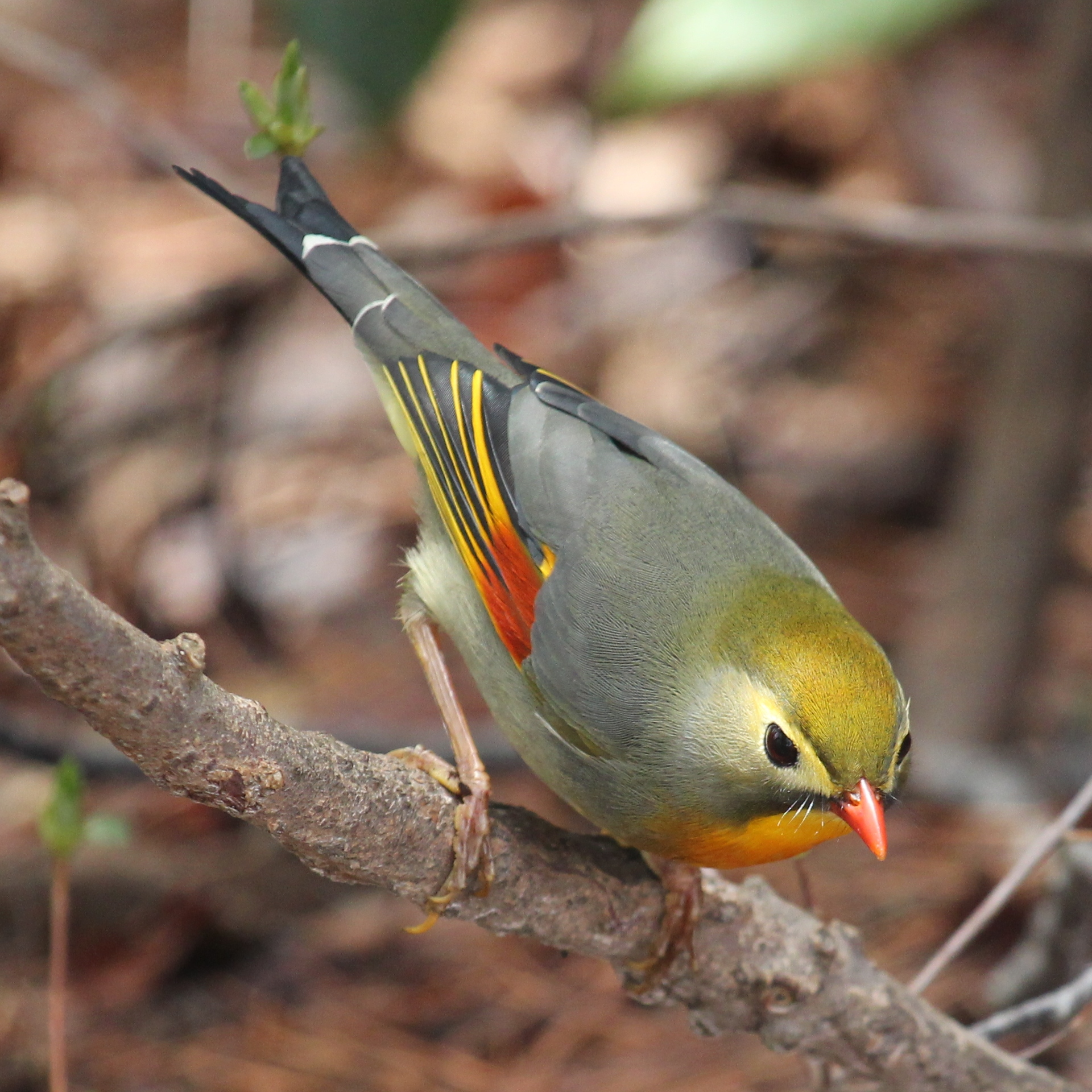